# فولفرام فوتكه
فولفرام فوتكه (بالألمانية: Wolfram Wuttke) ، من مواليد 17 نوفمبر 1961 ، لاعب كرة قدم ألماني سابق.
لعب مع منتخب ألمانيا لكرة القدم.

## روابط خارجية
- فولفرام فوتكه على موقع الاتحاد الدولي (مؤرشف)  (الإنجليزية)
- فولفرام فوتكه على موقع الاتحاد الأوربي (الإنجليزية)
- فولفرام فوتكه على موقع قاعدة بيانات كرة القدم.إي يو (الإنجليزية)
- فولفرام فوتكه على موقع بيانات كرة القدم. دي إي (الألمانية)
- فولفرام فوتكه على موقع ناشيونال فوتبول تيمز (الإنجليزية)
- فولفرام فوتكه على موقع عالم كرة القدم.نت (الإنجليزية)
- فولفرام فوتكه على موقع أوليمبيديا (الإنجليزية)